# Resolució 2101 del Consell de Seguretat de les Nacions Unides
La Resolució 2101 del Consell de Seguretat de les Nacions Unides fou adoptada per unanimitat el 25 d'abril de 2013. Preocupat pel risc que suposava el tràfic d'armes en l'estabilitat política a Costa d'Ivori, el Consell va estendre les sancions internacionals (embargament d'armes, congelació d'actius, prohibició de viatjar, un panell d'experts que supervisa les sancions i la prohibició d'exportar diamants) fins al 30 d'abril de 2014.
El representant de Costa d'Ivori va declarar que el seu país assoliria progressar i esperava que les sancions podrien contribuir a la seva estabilitat i poguessin ser aixecades en un futur pròxim.